# Hanu
Hanu (en coreano: 한우), también conocido como Hanwoo o nativo coreano, es una raza de ganado nativa de Corea. Antiguamente fue usado como animal de trabajo, pero este uso ha desaparecido casi por completo. Actualmente se produce principalmente por su carne.: 193  Es una de las cuatro razas indígenas coreanas, siendo las otras Chikso, Heugu y Jeju Negro.

## Historia

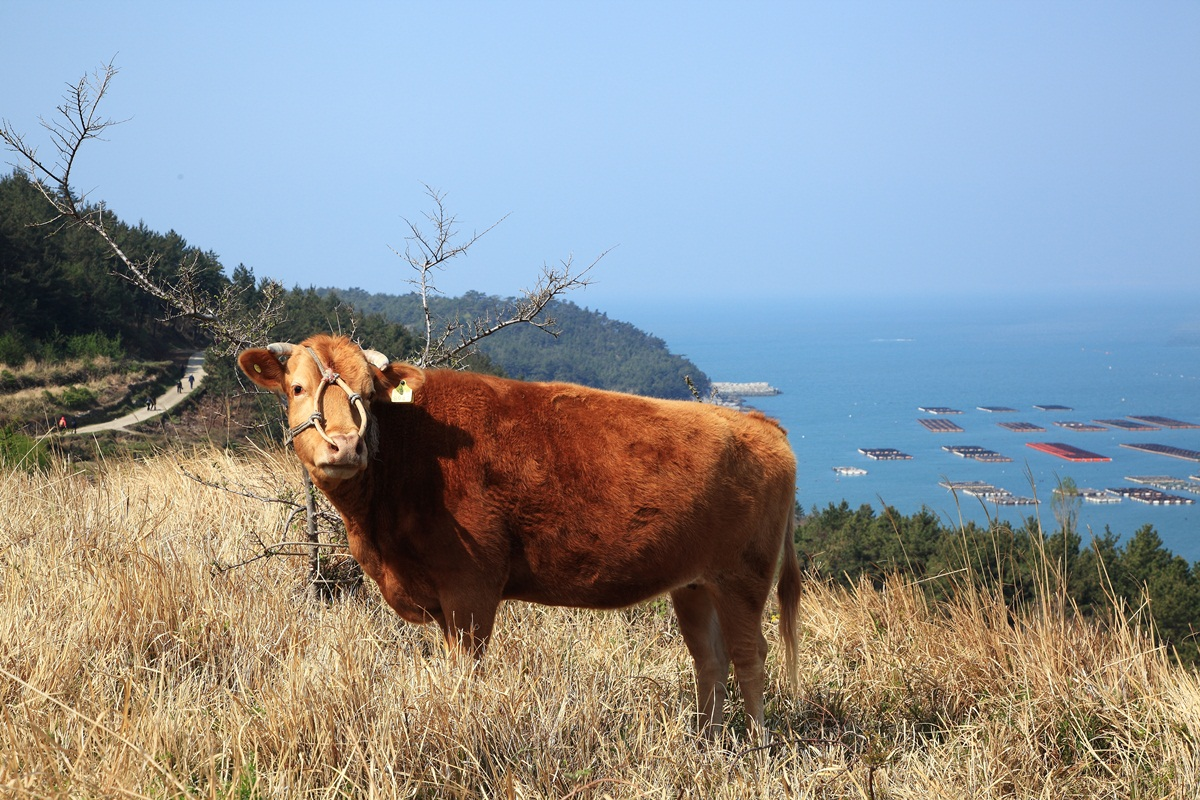

Este bovino fue tradicionalmente una raza de tiro. Hasta la expansión de la economía surcoreana en la década de 1960, fue poco utilizado para la producción de carne.: 193  Un libro genealógico de la raza fue establecido en 1968. Su carne se ha convertido en un producto premium.
Fue catalogado por la FAO como «sin riesgo» en 2007.: 93  En 2003, su población total se reportó en alrededor de 1 240 000; en 2014, se informó de 2 670 000.
En 2001, se sugirió que podía ser un híbrido entre ganado taurino y ganado indicus. Un estudio de ADN mitocondrial en 2010 encontró que está estrechamente relacionado con las razas taurinas holstein y wagyu, claramente diferente del indicus nellore y zwergzebu. En 2014, el análisis polimorfismo de un nucleótido encontró que el ganado coreano se formó de un grupo distinto con la raza Yanbian de China, independiente de las razas taurinas europeas y distante del grupo indicus.

## Características
Es una raza pequeña. Su pelaje es de color marrón; ambos sexos tienen cuernos. Las vacas tienen buenas cualidades maternas, pero su producción de leche es baja, con poco más de 400 l en una lactancia de 170 días. Los animales son alimentados con paja de arroz como su principal fuente de forraje.
Una rara variante de hanu blanco ha sido criada desde el 2009; en el 2014 hubo 14 cabezas. Se reportó como una raza independiente.

## Uso

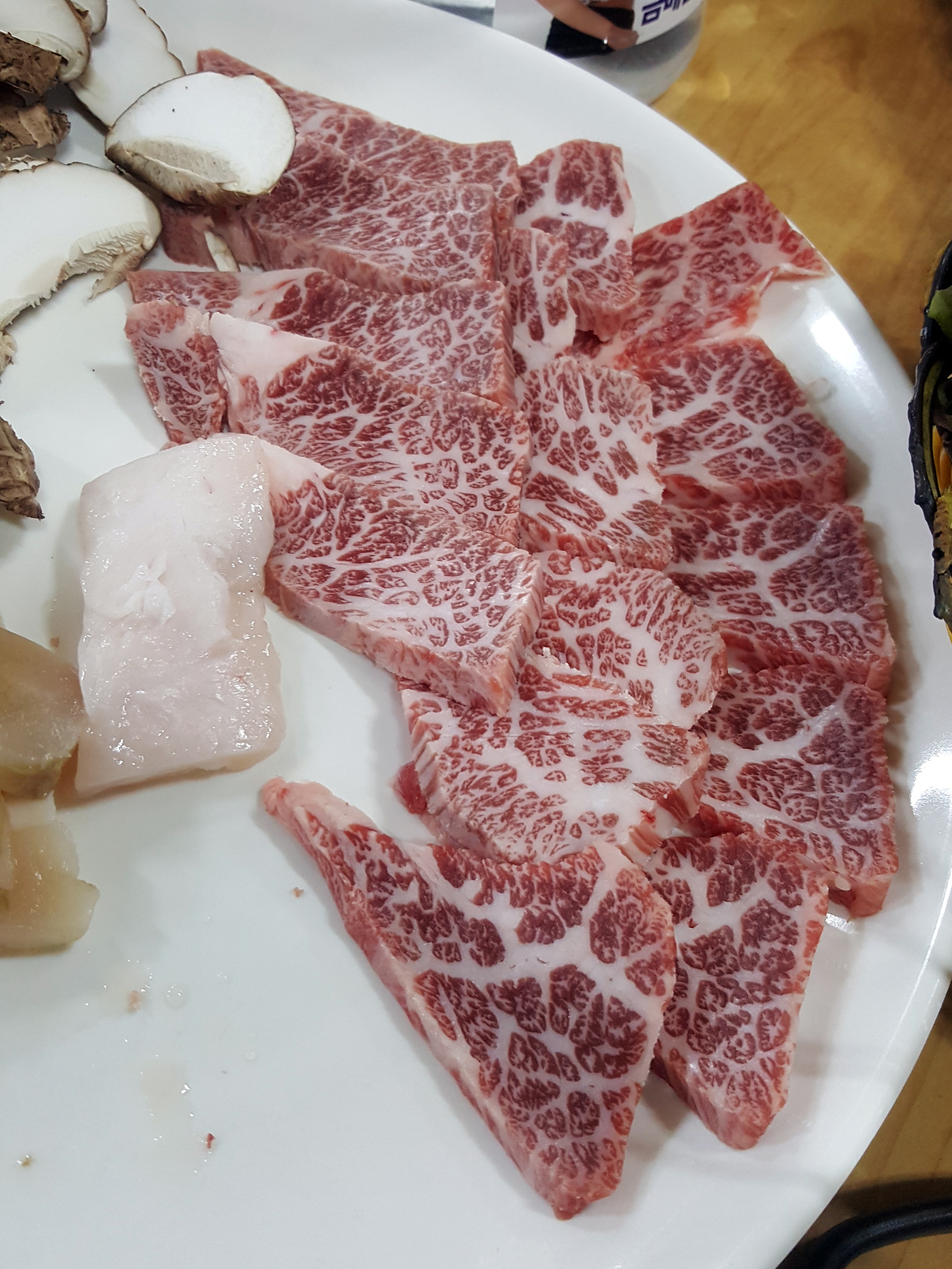
Jugosa carne hanu

A pesar de su elevado precio, su carne puede ser preferida en la cocina coreana por encima de la carne importada de menor precio, ya que la primera es considerada como más fresca y de mejor calidad. Kim et al. (2001) señaló, «Hanu es considerada como carne de res de primera debido a su gran sabor y consistencia deseada». Ya que los coreanos consideran la carne de hanu, un icono cultural y una de las mejores del mundo, es utilizada en alimentos tradicionales, populares platos navideños, o como regalo en fechas especiales.
Hoengseong es más conocido por su ganado Hanu, donde el entorno es ideal para la ganadería. El condado comenzó una estratégica campaña mercadeándose a sí mismo como el origen de la carne de más alta calidad en la república de Corea; vendiéndola como un «producto premium».